# Conjunto Nacional

O Conjunto Nacional é um edifício e centro comercial da cidade de São Paulo, Brasil. Ocupa a quadra delimitada pela Avenida Paulista, Rua Augusta, Alameda Santos e Rua Padre João Manuel. O projeto é de autoria do arquiteto David Libeskind e caracteriza-se por ser um dos primeiros grandes edifícios modernos multifuncionais implantados na cidade de São Paulo.
O conjunto começou a ser construído em 1952, após a decisão do empresário judeu argentino José Tjurs de edificar uma grande construção na Avenida Paulista - a qual, até então, possuía caráter predominantemente residencial. Sua intenção era reunir em um mesmo prédio hotel e centro comercial. No final dos anos 1950, como a prefeitura não permitiu a construção do hotel no local, foram executadas algumas modificações no projeto original de David Libeskind. A construção do Conjunto Nacional demorou três anos.
O complexo caracteriza-se pela mistura de diferentes usos em uma mesma estrutura urbana: verificam-se no Conjunto Nacional os usos residencial, comercial, serviços e lazer. A relação entre os usos coletivos - comércio, lazer - e os usos privados - residências - dá-se pela composição entre duas lâminas: na lâmina horizontal, que ocupa toda a quadra na qual se implanta o edifício -, encontra-se uma galeria comercial e na lâmina vertical, a qual ocupa apenas uma parte da projeção do terreno, encontram-se os apartamentos. As galerias convergem para uma área central, onde uma rampa conduz ao mezanino. Ali, há quatro entradas disponíveis (uma em cada uma das ruas que formam a quadra onde se situa o prédio). A lâmina superior conta com 25 pavimentos, que dispõem de três entradas independentes. A galeria proposta no Conjunto Nacional transformou-se em um paradigma arquitetônico para projetos de edifícios similares na área central de São Paulo durante a década de 1950. 
O Conjunto Nacional apresenta restaurantes (entre eles o Grill Hall, o Tenda Paulista, o Súbito e o Restaurante Viena), escritórios e outros tipos de estabelecimentos de comércio e prestação de serviços (como drogarias, casa de câmbio, academia e lojas), além da maior livraria da América Latina em área construída, a Cultura. Abrigou por muitos anos o Cine Astor e o Restaurante Fasano. O Conjunto Nacional apresenta também uma unidade da Caixa Cultural, em que ocorre exposições de arte e apresentações de teatro e dança. Em 2005, a edificação foi tombada pelo Condephaat, o conselho estadual de defesa do patrimônio histórico e arquitetônico.

## História

### Décadas de 1950 e 1960
Em 1952, José Tjurs compra a mansão que pertencia à família de Horácio Sabino. Nasceu dos sonhos deste argentino a ideia de criar o Conjunto Nacional. O empresário, que morreu em 1977, teve o seu sonho realizado: transformar a Paulista na Quinta Avenida de São Paulo. Em 1953, Tjurs contratou, para a realização do empreendimento, os arquitetos Salvador Candia e Giancarlo Gasperini. As obras iniciadas pela dupla, porém, acabaram sendo paralisadas, no mesmo ano. Com isso, um novo profissional foi chamado para a realização do desenho arquitetônico. O arquiteto David Libeskind, então com 26 anos, ganha o concurso feito por Tjurs para a elaboração do projeto da construção e um Hotel na paulista, que mais tarde foi impedido pela prefeitura de ser realizado, e passou a ser o autor do projeto do Conjunto Nacional.[carece de fontes?]

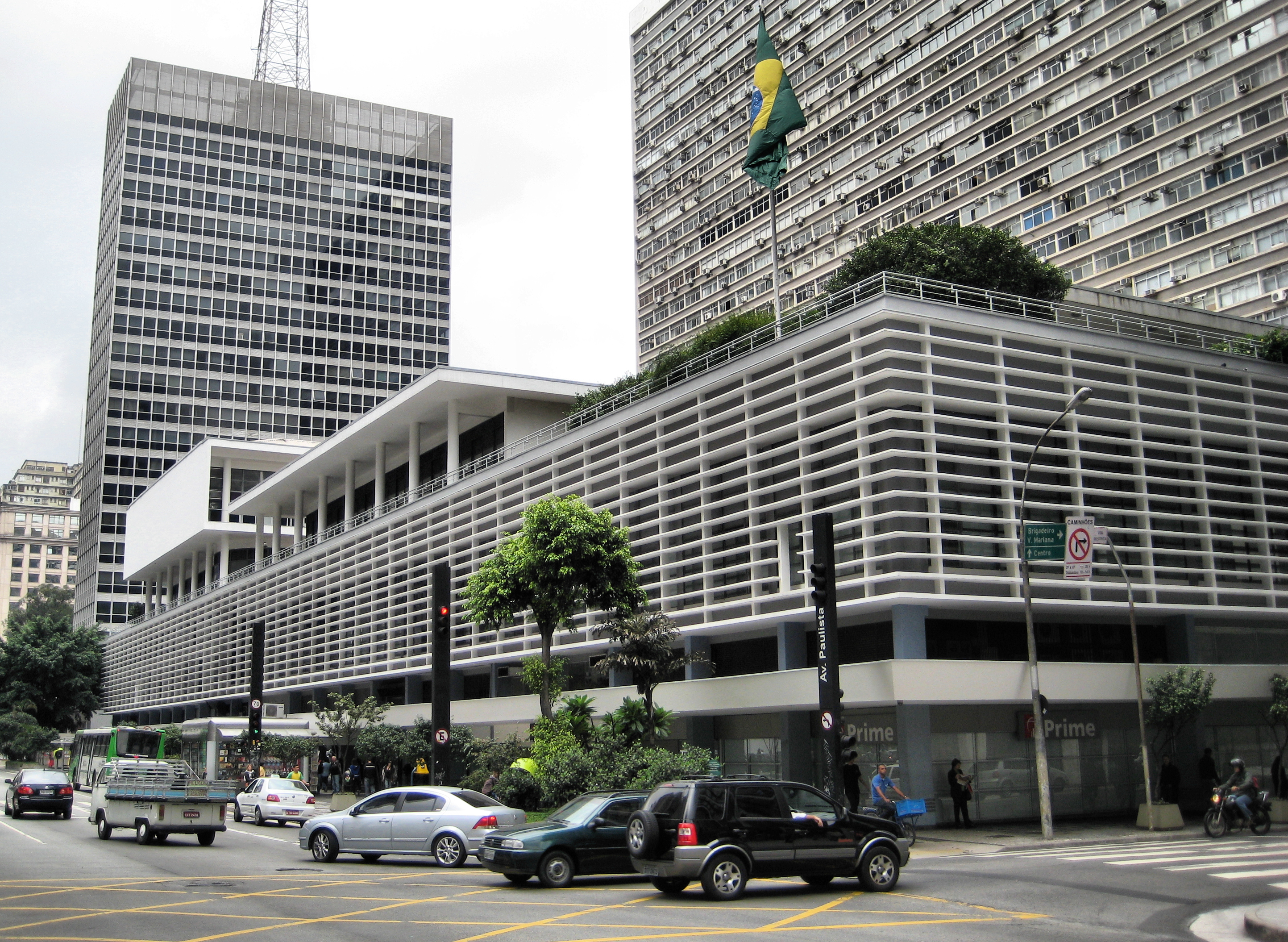
Fachada inferior do edifício.

A construção do Conjunto Nacional foi iniciada em 1955 e trouxe para a cidade uma grande novidade na época: uma maravilhosa cúpula geodésica de alumínio, inspirado nos trabalhos do designer e arquiteto Buckminster Fuller e construído pelo engenheiro Hans Eger. A volumetria da cúpula é toda montada por um módulo hexagonal, e é finalizada com apenas uma peça pentagonal no topo, sendo esta feita de concreto.
Foi inaugurado em 1956, como o primeiro shopping center da América Latina, e teve a presença do então presidente da República, Juscelino Kubitschek. Em 1957, o Conjunto Nacional recebeu seu primeiro e ilustre estabelecimento: o sofisticado Restaurante Fasano. Com mesas espalhadas pela ampla calçada da Avenida Paulista, o local fervilhava de gente dia e noite. Em 1958, o Fasano abriu o seu luxuoso restaurante no mezanino, onde realizavam-se os famosos “jantares dançantes”, e o requintado jardim de inverno, logo eleito o melhor e o mais elegante salão de festas da cidade, com capacidade para duas mil pessoas. O Fasano era palco obrigatório dos grandes nomes da música internacional que visitavam São Paulo, como Nat King Cole, Roy Hamilton e Marlene Dietrich. O setor comercial, uma área de 613.545.142 metros quadrados, foi destinado a um centro de compras e serviços, considerado o primeiro shopping center da América Latina e o maior da América do Sul. A inauguração da primeira etapa do Conjunto Nacional, em dezembro de 1958, contou com a presença do então presidente da República, Juscelino Kubitschek, que observa a maquete do edifício, elaborada por José Zanini Caldas.[carece de fontes?]
No início dos anos 1960, o edifício instalou duas escadas rolantes no centro comercial, considerada a terceira construída na cidade. Em 1961 foi inaugurado o Cine Astor, logo eleito o mais luxuoso e o mais moderno cinema da cidade. Ao ficar pronto, no início dos anos 60, no alto do edifício foi instalado o relógio luminoso da Willys, o Fasano foi vendido para a Liquigás em 1963 por causa da situação política do país. Em 1968, devido ao Golpe de 1964, o restaurante e o jardim de inverno foram fechados e o local passou por reformas para ser adaptado e funcionar como escritório. A Confeitaria Fasano permaneceu aberta até 1973. A Livraria Cultura foi transferida para o Conjunto Nacional em 1969.[carece de fontes?]

### Décadas de 1970 e 1980
Em 1970, o relógio do Conjunto Nacional passou a exibir a marca da Ford. A marca do Banco Itaú chegou ao alto do edifício em 1975. Em 1992, o relógio passou por uma grande reforma e recebeu um complexo eletrônico de última geração, controlado por computador e, além das horas, passou a marcar também a temperatura da cidade. Em 1975, surgiu o Viena Delicatessen, que depois de um começo modesto nos corredores do Conjunto Nacional, tornou-se uma das maiores redes de fast-food da cidade. No final dos anos 1970, devido a problemas administrativos, o Conjunto Nacional apresentava sinais de decadência e abandono.[carece de fontes?]

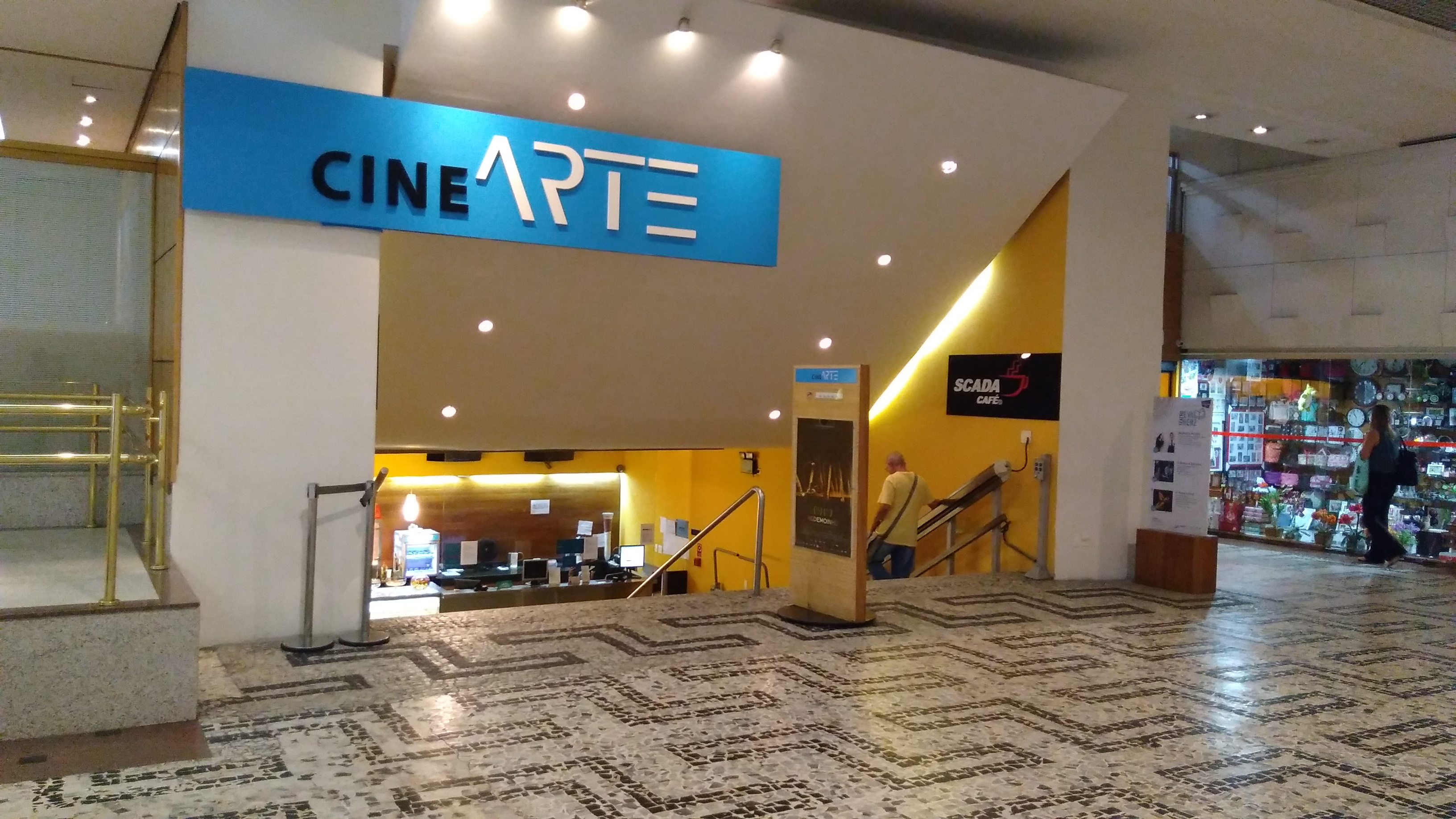
Fachada do Cine Arte.

Na madrugada do dia 4 de setembro de 1978, por volta das 4h50, um grande incêndio irrompeu no Conjunto Nacional. As chamas foram contidas às 12h30, após a mobilização de cerca de 250 homens do Corpo de Bombeiros da Polícia Militar do Estado de São Paulo e 750 em operações de apoio. A “Operação Incêndio” interditou a Avenida Paulista e bloqueou parcialmente vias próximas, como Alameda Santos, Rua Augusta, Avenida Brigadeiro Luís Antônio e Rua Vergueiro, desviando 40.000 veículos. Carpetes, acrílicos, forros falsos e paredes divisórias de fácil combustão colaboraram para espalhar o fogo. O prédio mais atingido foi o Horsa 2, no bloco comercial. O Consulado Geral dos Estados Unidos, um dos estabelecimentos afetados pelas chamas, precisou fechar ao público no dia 5 de setembro. Como o incidente ocorreu de madrugada, havia apenas moradores da parte residencial no momento do incêndio. Às 5h30, quando os bombeiros chegaram, todos os moradores já haviam saído do edifício, observando a propagação das chamas do lado de fora. O único problema aconteceu com uma das moradoras, do 20º andar, que estava grávida de nove meses e precisou ser levada às pressas para o hospital.
Em 1984, o grupo imobiliário Savoy comprou o que restava dos bens da Horsa no Conjunto Nacional e passou a administrar o condomínio. No mesmo ano, foi eleita síndica a advogada Vilma Peramezza, iniciando um período de recuperação com a realização de diversas obras de restauração. Em 1987, o Cine Rio deu lugar ao Cine Arte. Em poucos meses tornou-se um dos melhores cinemas da cidade. O trabalho de recuperação do Conjunto Nacional foi iniciado na galeria comercial. A arquiteta Maria Cecília Barbieri Gorski, da Barbieri & Gorski Arquitetos Associados, foi responsável pelo trabalho de restauração e paisagismo do terraço. A Inauguração do Viena ocorreu em 1988, na esquina da Rua Augusta com a Alameda Santos.[carece de fontes?]

### Década de 1990 e 2000

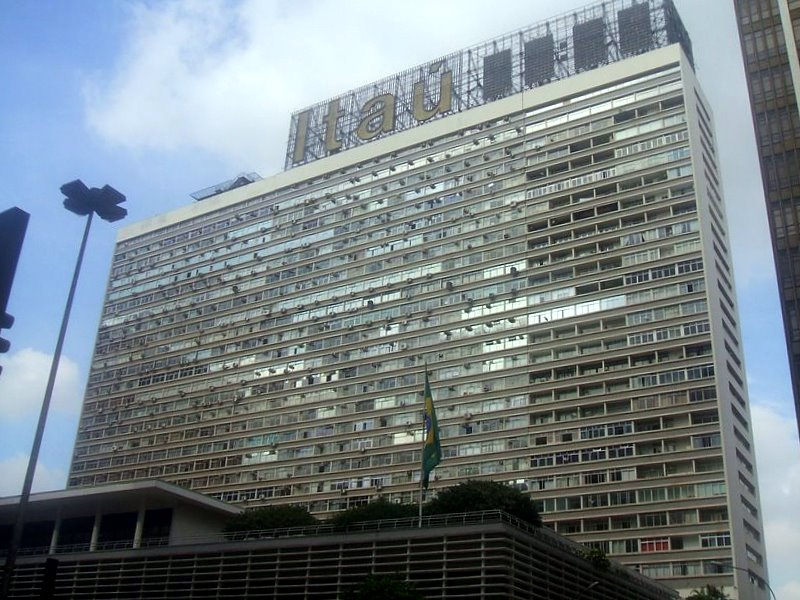
O edifício em março de 2009.

Em março de 1992, o programa de Coleta Seletiva foi aprovado e oficializado pelos condôminos em Assembleia Geral Ordinária. O terraço, reinaugurado em junho de 1997, devolveu parte do glamour que caracterizou o Conjunto Nacional nos anos 1950, 1960 e início dos 1970. Em dezembro de 1997 foi lançada a semente da criação do Espaço Cultural Conjunto Nacional, com uma exposição que reuniu vários artistas plásticos consagrados. Com a realização de exposições de arte, o edifício passou a fazer parte do corredor cultural em que se transformou a Avenida Paulista.[carece de fontes?]
Em dezembro de 1998, o jornalista Ângelo Iacocca lança o livro Conjunto Nacional – A Conquista da Paulista. A obra foi elaborada para comemorar os 40 anos de existência do edifício, e conta a história da avenida Paulista mostrando cada etapa de sua transformação, acelerada a partir do surgimento do Conjunto Nacional. A partir de 1999, todo mês de dezembro, as galerias e a fachada do Conjunto Nacional passaram a ser decoradas com adereços elaborados por comunidades carentes utilizando materiais recicláveis. Em dezembro de 1999, foi instalado, no Horsa II, o painel ‘Festa na Avenida Paulista’, pintado pela artista Naif Waldeci de Deus.[carece de fontes?]
Em 2003, o Espaço Cultural Conjunto Nacional organizou a campanha "SOS Cine Arte", com o objetivo de evitar o fechamento do cinema. O livro Conjunto Nacional – A Conquista da Paulista foi ampliado em mais 30 páginas. A obra foi lançada em janeiro de 2004, em comemoração aos 450 anos da cidade de São Paulo. No capítulo sobre ‘Responsabilidade Social e Qualidade de Vida’, o autor relata as várias ações desenvolvidas pelo Conjunto Nacional, voltadas à valorização dos nossos funcionários e comunidade.  Em abril de 2005, o Conjunto Nacional foi tombado pelo Condephaat, órgão estadual responsável pelo patrimônio histórico. Em outubro do mesmo ano, o Cine Bombril substituiu as duas salas do antigo Cine Arte. Em setembro de 2010, o cinema tornou-se Cine Livraria Cultura. As duas salas de cinema integram o Circuito Cine Arte de exibição, de Adhemar Oliveira e Leon Cakoff.[carece de fontes?]
Em maio de 2007, a tradicional sede da Livraria Cultura, no Conjunto Nacional, passou a ocupar o espaço em que funcionava o antigo Cine Astor. A nova loja é a maior livraria do país, com 4,3 mil metros quadrados de área distribuídos por três pisos. Em março de 2008, o arquiteto David Libeskind, aos 79 anos, é tema de um livro que leva seu nome – David Libeskind - Ensaio sobre as Residências. Em 2007, o cinema do Conjunto Nacional passou por reformas e foi reaberto ao público, após ser readaptado para uso comercial.[carece de fontes?]

## Características

### Arquitetura

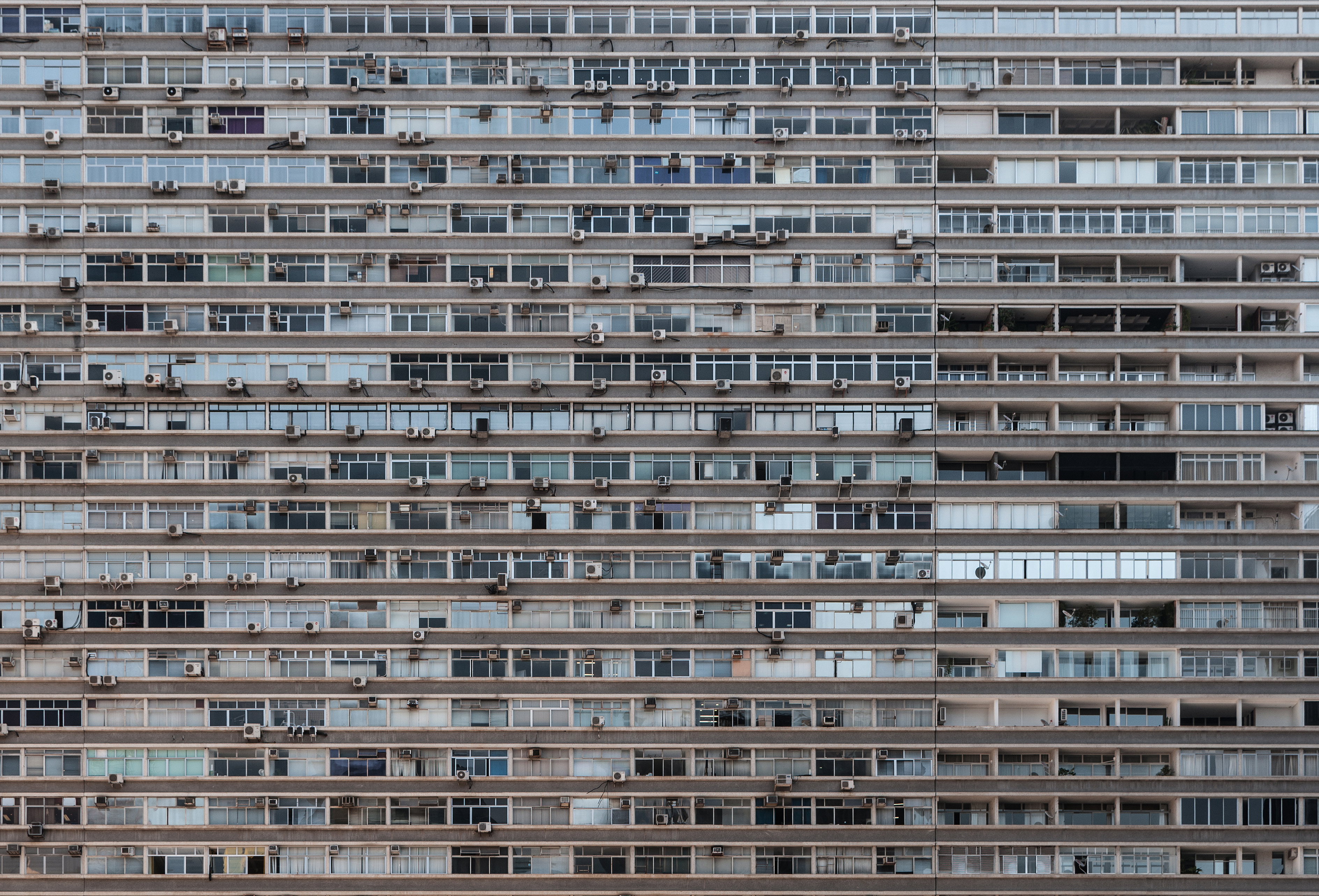
Detalhe da fachada do edifício.

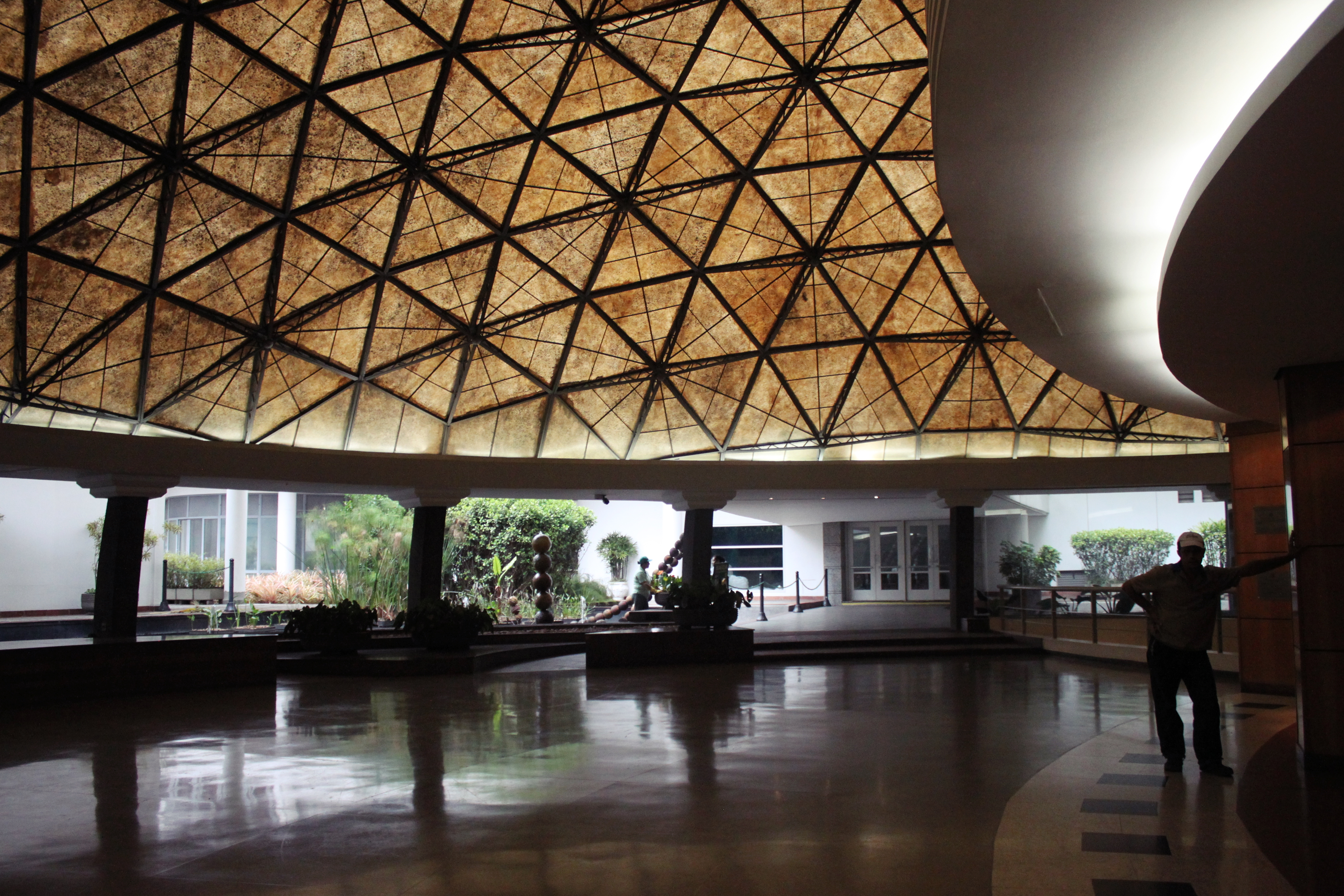
Domo geodésico do Conjunto Nacional.

No início dos anos 1950, José Tjurs planejava idealizar em São Paulo um grande edifício, que deveria reunir em um único espaço um hotel, restaurantes, bares, cinemas, lojas comerciais e de prestação de serviços, além de escritórios e apartamentos residenciais com serviço de hotelaria. Também queria ver a Paulista tornar-se a Quinta Avenida de São Paulo. Mas, para tanto, alguém precisava dar o passo inicial, e esse alguém seria ele.[carece de fontes?]
A primeira providência foi comprar a mansão que pertencia à família de Horácio Sabino, que ficava exatamente na esquina da Avenida Paulista com a Rua Augusta. Para concretizar o audacioso empreendimento, Tjurs realizou uma espécie de concurso para a elaboração do projeto, que teve a participação de diversos arquitetos. Para surpresa dos concorrentes, foi escolhido o projeto de David Libeskind, de apenas 26 anos, recém-formado e quase desconhecido.[carece de fontes?]
Ao iniciar as obras, em 1954, Tjurs dava a largada para a futura ocupação comercial da avenida. A lâmina horizontal, concluída em 1958, cobria todo o andar térreo, que formava uma ampla galeria onde se cruzavam quatro amplos corredores que formavam uma praça de 1.600 metros quadrados, com entradas pela Avenida Paulista e pelas ruas Augusta, Padre João Manoel e Alameda Santos.[carece de fontes?]
A construção da torre que abrigaria o Hotel Nacional de São Paulo foi vetada pelas autoridades: não era permitido construir hotéis na Avenida Paulista. Então Tjurs mudou o projeto e reduziu a lâmina vertical para três edifícios de 25 andares: um residencial, o Guayupiá, com apartamentos de 180 a 890 metros quadrados, e dois comerciais: o Horsa I, para pequenos escritórios e consultórios, e o Horsa II, para empresas de grande porte. Em 1962, a lâmina vertical estava pronta, com 120 mil metros quadrados de área construída.[carece de fontes?]
Como José Tjurs havia planejado, o Conjunto Nacional era, de fato, uma cidade dentro da cidade. Depois de concluído, o edifício passou a ser um marco na cidade de São Paulo, que ostentava um novo cartão-postal, e anunciava novos tempos para a Avenida Paulista, dando a largada para a verticalização de toda a região. O edifício também deu início à valorização do metro quadrado dos terrenos das mansões, que com a chegada do poder financeiro, nos anos 1970, alcançaria valores astronômicos, uma tendência que transformaria radicalmente a avenida.[carece de fontes?]

### Relógio

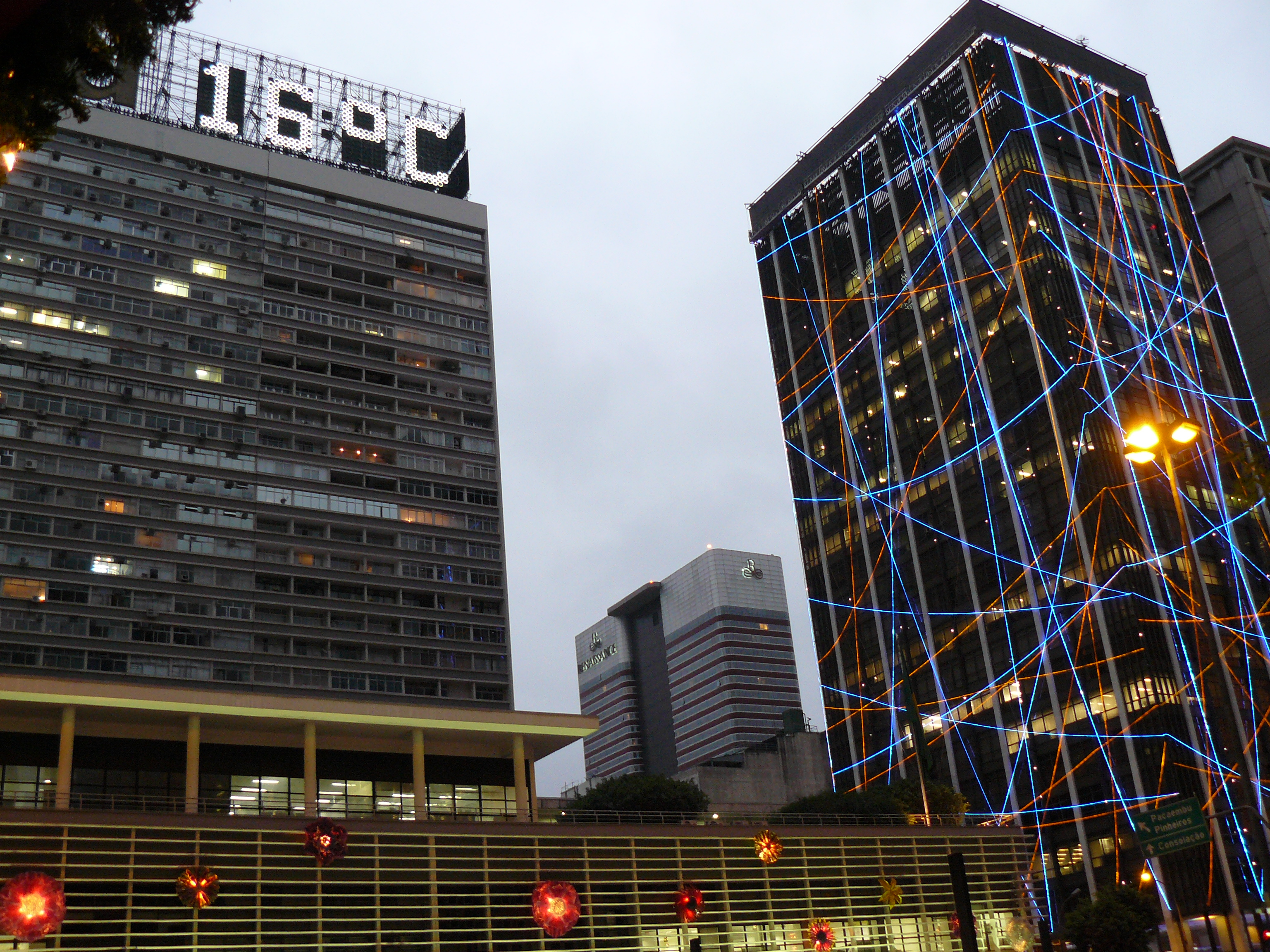
Relógio do Conjunto Nacional.

O relógio do Conjunto Nacional marca a hora e a temperatura da cidade de São Paulo. Está localizado no alto do Edifício Horsa - Conjunto Nacional, na Avenida Paulista, sendo visível a partir de vários pontos da cidade, num raio de aproximadamente cinco quilômetros de distância. A Willys Overland do Brasil usou como estratégia publicitária em 1962, um luminoso de cor verde com o nome Willys, no alto do Conjunto Nacional. Em 1967, a Ford do Brasil compra a Willys Overland. Em 1970, foi, então, colocado um painel com o nome Ford, e marcando as horas, que era visto em vários pontos da cidade.[carece de fontes?]
No ano de 1975, o Banco Itaú comprou o espaço publicitário, e mais uma vez o nome foi trocado, para Itaú. Em 1992, o relógio, que podia ser visto a mais de cinco quilômetros, foi reformado, passando a ser controlado por computador, regulando a hora e mostrando a temperatura. Tem três faces e pesa 230 toneladas.[carece de fontes?]
Em 2007, a propaganda do Itaú teve que ser retirada devido à Lei Cidade Limpa, implantada pelo prefeito Gilberto Kassab. A princípio, a propaganda não foi retirada quando a lei entrou em vigor pois ela fazia parte de uma lista de exceções, que logo foi extinguida. Em seguida, o Banco Itaú consultou o Condephaat sobre se a propaganda também era tombada. A resposta saiu em maio de 2011: o relógio deve ser preservado, mas a publicidade não. A prefeitura deu um prazo até 18 de julho para que o banco retirasse a publicidade. E, até lá, mandou apagar o relógio. Mas a administração do condomínio não permitiu a retirada do anúncio. O Banco Itaú, que foi multado em R$ 14 milhões pela Prefeitura de São Paulo por desrespeitar a lei, comunicou que continuaria dando manutenção ao relógio e estuda apresentar um recurso administrativo, para manutenção do anúncio.[carece de fontes?] Em 2012, o letreiro foi retirado.

### Espaço Cultural

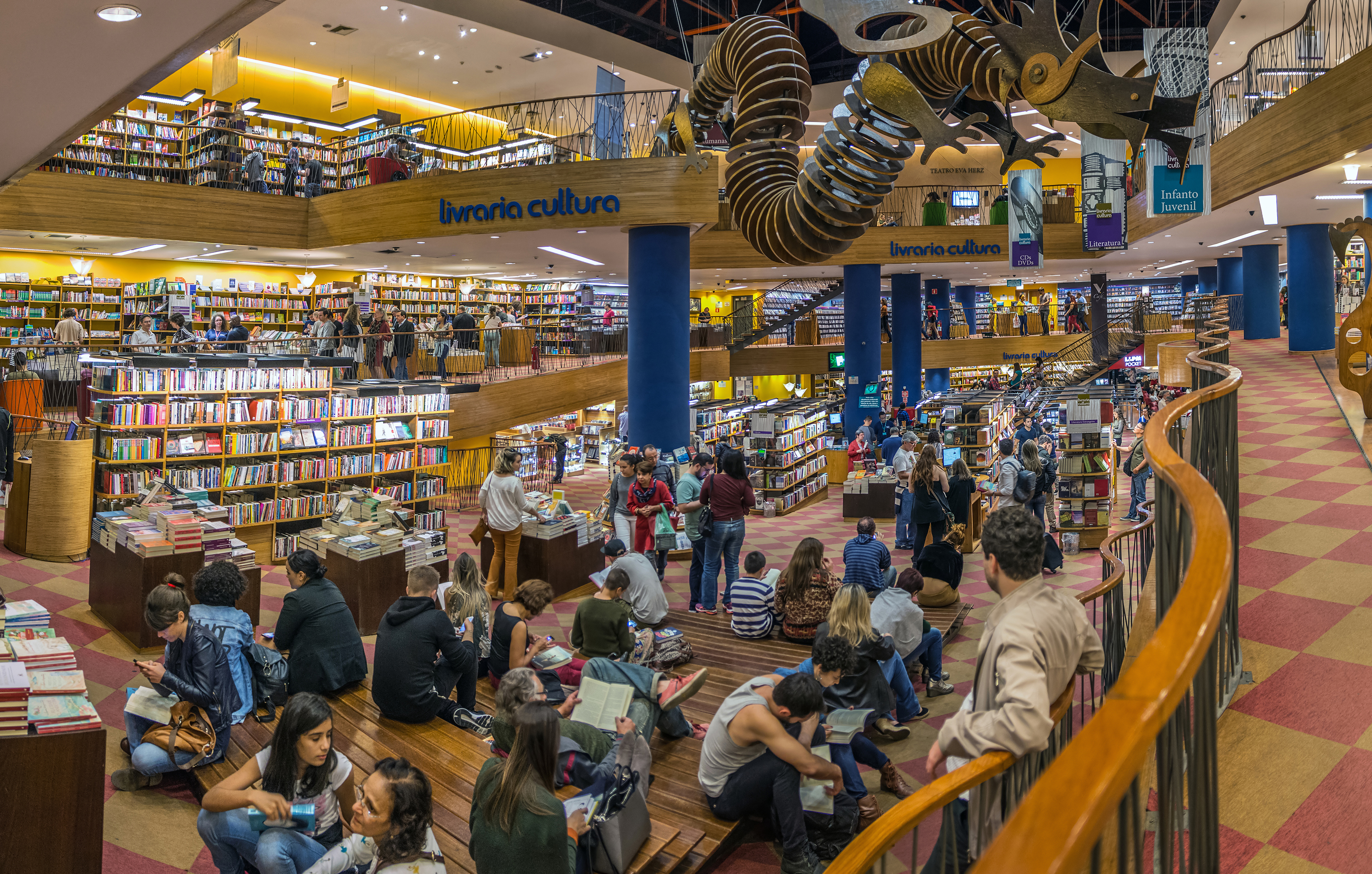
Livraria Cultura no interior do edifício.

Oficialmente inaugurado em 1997, o Espaço Cultural do Conjunto Nacional tem como proposta ser aberto a diversas tendências artísticas, acessível a todo tipo de manifestação e temáticas da arte contemporânea. O Conjunto também recebe eventos de entidades de assistência social, ONG's, e diversos órgãos que prezam pelos direitos do cidadão. Faz, inclusive, atos de utilidade pública, como campanhas de prevenção de doenças e reciclagem. Quatro vezes no ano ocorre a Feira Criativa. É uma parceria do Conjunto Nacional com o Núcleo de Economia Criativa da Associação Paulista Viva, o qual oferece aos artesãos, o espaço gratuitamente, para comercialização dos produtos com preços accessíveis.

### Segurança
O edifício possui monitoramento 24 horas e uma equipe com bombeiros e seguranças, que realizam o atendimento médico de urgência. Os profissionais são periodicamente atualizados por meio de cursos de resgate vertical, técnicas de emergência médica, combate à incêndio, atendimento pré-hospitalar e outras especializações.

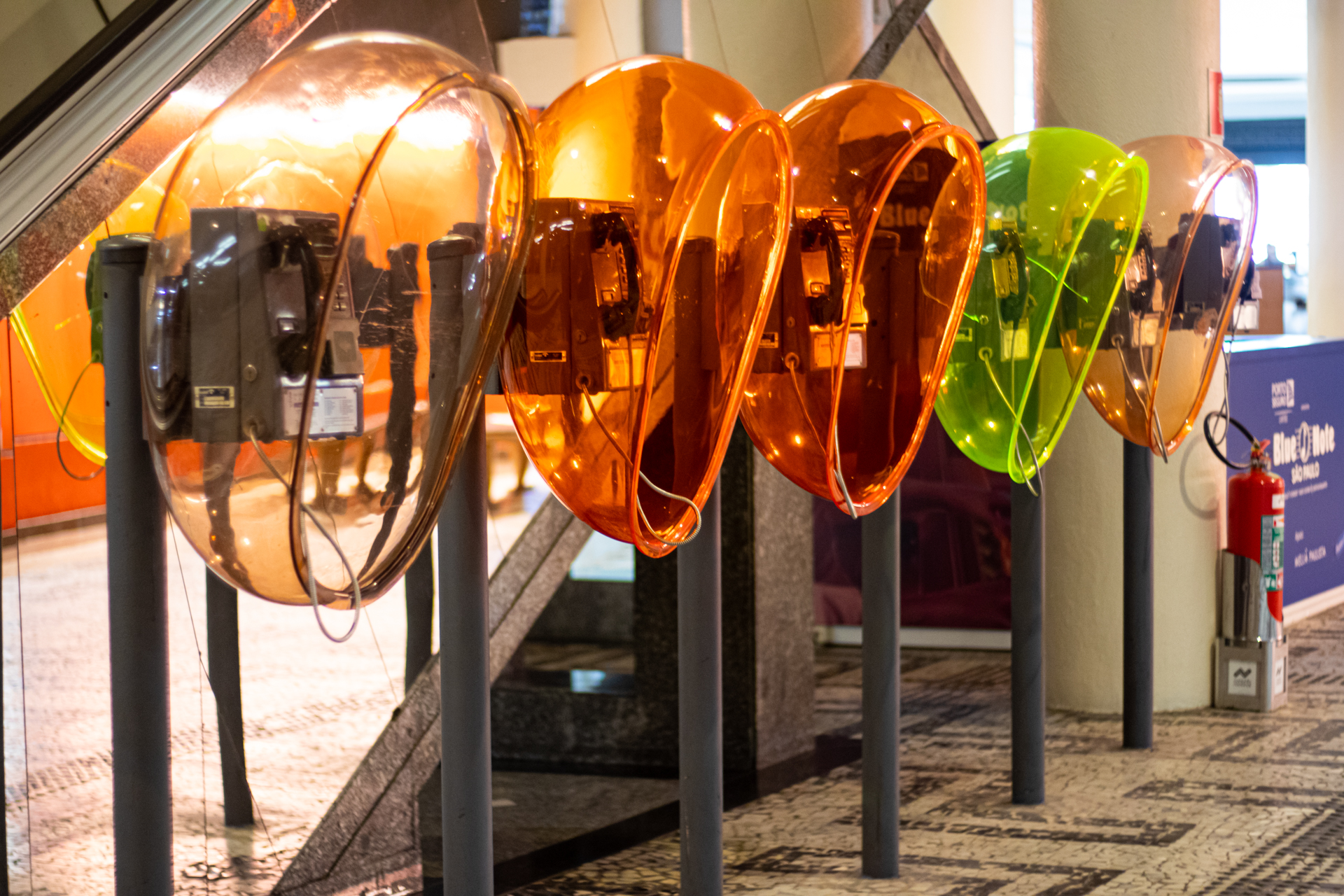
Orelhões no interior do Conjunto Nacional, com cúpulas transparentes.

Para monitorar o que acontece nas galerias e demais áreas, o prédio tem câmeras distribuídas em pontos estratégicos. As imagens gravadas pelo circuito interno têm acesso restrito. Semanalmente, um grupo formado por profissionais de diferentes áreas do edifício discute o desenvolvimento de um programa de segurança cidadã, inspirado em experiências realizadas em Bogotá. O Conjunto Nacional possui uma equipe capacitada para utilizar o Desfibrilador automático externo. Os funcionários treinados para dar assistência em casos de parada cardíaca são identificados com um botton do curso Salva Corações, promovido pela Sociedade Brasileira de Cardiologia. Os ramais dos apartamentos têm identificador de chamadas. Nos andares dos edifícios Horsa I e Horsa II, ao lado dos elevadores, há um telefone interno que chama automaticamente a segurança, diretamente ligada aos órgãos públicos competentes.[carece de fontes?]
O Conjunto Nacional considera em seu projeto boas práticas associadas aos oito princípios de Desenvolvimento Orientado ao Transporte Sustentável (DOTS). 
O fato de estar a 200m do metrô Consolação, ter alta densidade construtiva, ter diversos serviços disponíveis em uma curta distância e ter um pavimento térreo desenhado conectado à área urbana, e assim estimulando o deslocamento a pé, rendeu ao projeto do Conjunto o padrão Prata com 78 pontos (de uma escala que varia de 0 a 100), segundo os critérios do Padrão de Qualidade TOD. 